# Negros (isla)
Negros es una isla filipina perteneciente al archipiélago de las Bisayas. Fue una región administrativa independiente desde el 29 de mayo de 2015 hasta el 9 de agosto de 2017.

## Ubicación

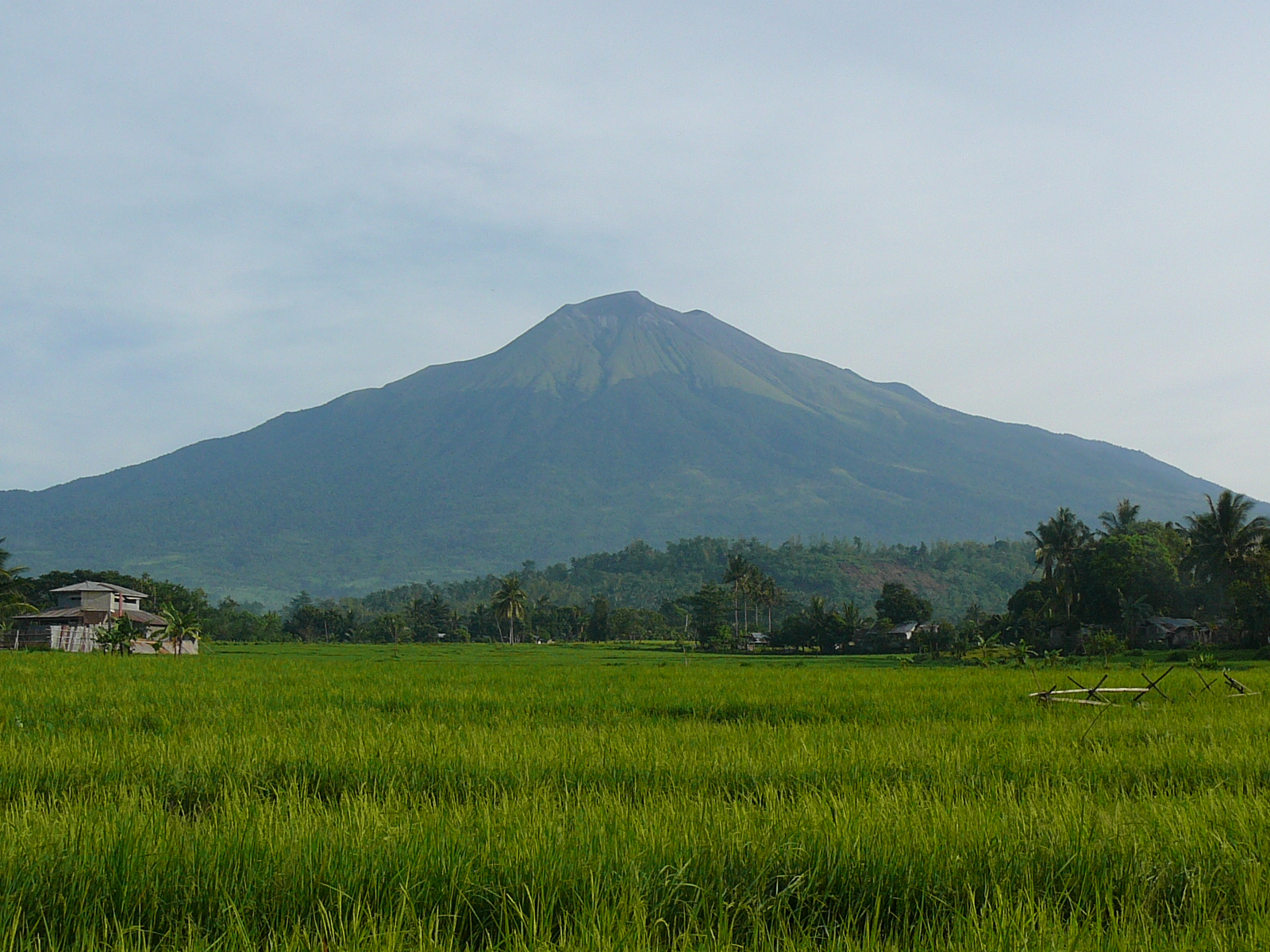
Volcán Kanlaon o Canlaón, altitud 2460 m.

Ubicada al noroeste de Mindanao, al oeste de Cebú, y al sur de Panay, cuenta con una extensión de 12 073 km², lo que la convierte en la cuarta isla de Filipinas en cuanto a su superficie, y tiene una población estimada en 3.700.000 habitantes (año 2000). Su máxima altitud es el volcán Canlaón, de 2460 m.
Recorrida por los ríos Binalbagan, Ilog, Tolong y Tanjay, la isla basa su economía en el sector primario: aquí se produce la mitad del azúcar del país, así como arroz, cocos, plátanos, papayas o mangos, y además se extrae cobre y yeso.
Las principales ciudades de esta isla son Bacólod (que cuenta con cerca de 500.000 habitantes) y Dumaguete.
La isla de Negros está dividida en dos provincias: Negros Oriental y Negros Occidental.